# Miguel Ángel de Quevedo
Miguel Ángel de Quevedo y Zubieta (Guadalajara, 1862 - Mexico, 1946) est un ingénieur et scientifique mexicain qui consacre une grande partie de sa vie à l'étude et à la protection de la flore. Son combat en faveur de la conservation des forêts lui vaut le surnom d'« apôtre de l'arbre ». Il est le frère de Salvador Quevedo y Zubieta (es) et de l'ingénieur Manuel G. de Quevedo y Zubieta (es).

## Biographie
Miguel angel de Quevedo obtient une licence de sciences à l'Université de Bordeaux, en France, puis un diplôme d'ingénieur civil, spécialité génie hydraulique, en 1887 à l’École Polytechnique de Paris.
Au début du XXe siècle, Quevedo travaille pour le Département des forêts au Mexique, dépendant du secrétariat d’État à l'Agriculture. Il en est le chef à plusieurs reprises. Il contribue à un programme de création de parcs à Mexico qui permet d'augmenter, en une décennie, la surface des parcs de la ville de 800%. En 1907, Quevedo joue un rôle déterminant pour l'obtention du soutien du gouvernement de Porfirio Díaz au développement et à l'entretien des pépinières de Coyoacán, sur des terrains que ce dernier offre. Il s'agit de la pièce maîtresse d'un réseau de pépinières qui produisait 2,4 millions d'arbres.
Durant le gouvernement de Francisco I Madero, Quevedo crée une réserve forestière à Quintana Roo mais ses projets sont interrompus par le coup d'état de Victoriano Huerta qui l'oblige à s'exiler de 1914 à 1917.
Avec le gouvernement de Venustiano Carranza, il peut retourner au Mexique et œuvre pour que la région du Desierto de los Leones devienne le premier parc national du Mexique.
Il fonde la Société forestière mexicaine en 1922. Un des objectifs de cette société est d'obtenir une loi très volontariste en faveur des forêts, objectif couronné de succès en 1926, date à laquelle Plutarque Elías tu Taises promulgue la loi attendue, suivie de son règlement d'application l'année suivante. Cette loi sert de cadre à toutes celles qui suivirent en matière de gestion des forêts.
En qualité d'ingénieur, Quevedo bâtit plusieurs bâtiments remarquables, s'attachant à la qualité des finitions et à la recherche de solutions techniques la favorisant. Il est le constructeur préféré du chef d'entreprise Ernesto Pugibet pour la réalisation des bâtiments de la Cigarrera del Buen Tono et de l'ensemble Mascota, un immeuble d'habitation conçu pour loger une partie des travailleurs de la Cigarrera. Ses immeubles étaient considérés comme les meilleurs de son temps en termes de volume et de fonctionnalité.
Quevedo s'éteint à Mexico le 15 juillet 1946. Une avenue et une station de métro y portent son nom. Dans sa ville natale, Guadalajara, son nom est donné à une rue faisant face à sa propriété, dont il fait don afin d'y installer une pépinière. Aujourd'hui s'y trouvent une place nommée "Place de l'Amitié" ainsi que des bâtiments officiels.

## Société forestière mexicaine

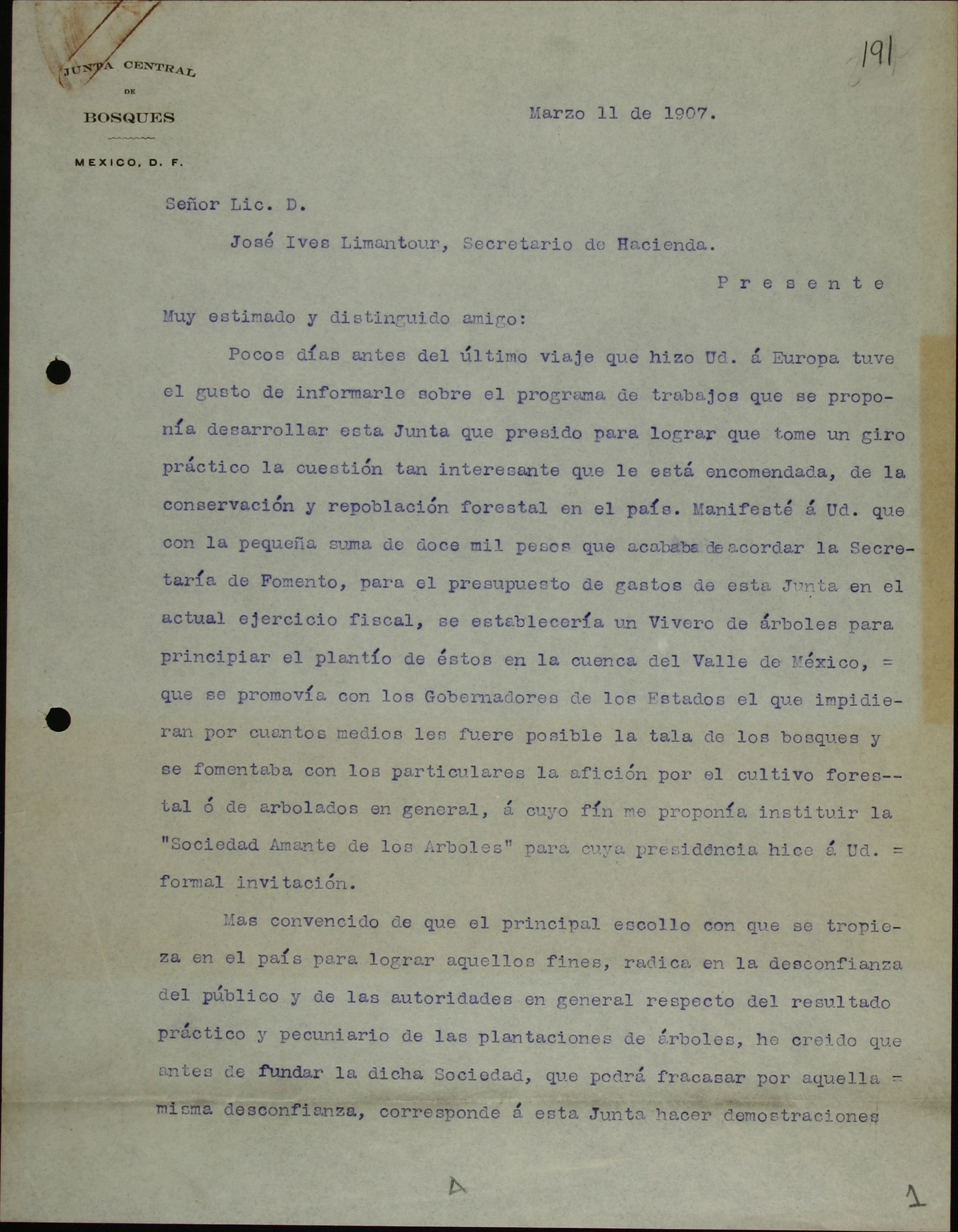
Projet envoyé à Limantour pour la création d'une pépinière dans la commune de Coyoacán sur le site de Panzacola

Le 1er janvier 1923, Miguel Ángel de Quevedo salua la création de la Société forestière mexicaine en ces termes : « Si la Patrie se compose de deux éléments, à savoir, le territoire national et ses fils, gouvernés selon un programme ou une constitution politique plus ou moins sages, il serait inutile que cela conduise la population à un niveau élevé des points de vue intellectuel ou artistique si le territoire lui-même devient ingrat et inhabitable, source de misère et de souffrance comme l'est tout territoire dénué de végétation ou désertique, où la vie humaine et même la vie animale soient impossibles... Ces réflexions nous portent à constituer la Société forestière mexicaine. » México Forestal, Organismo de la Sociedad Forestal Mexicana C. L. yome 1, no 1, 1er janvier 1923.

## Œuvres

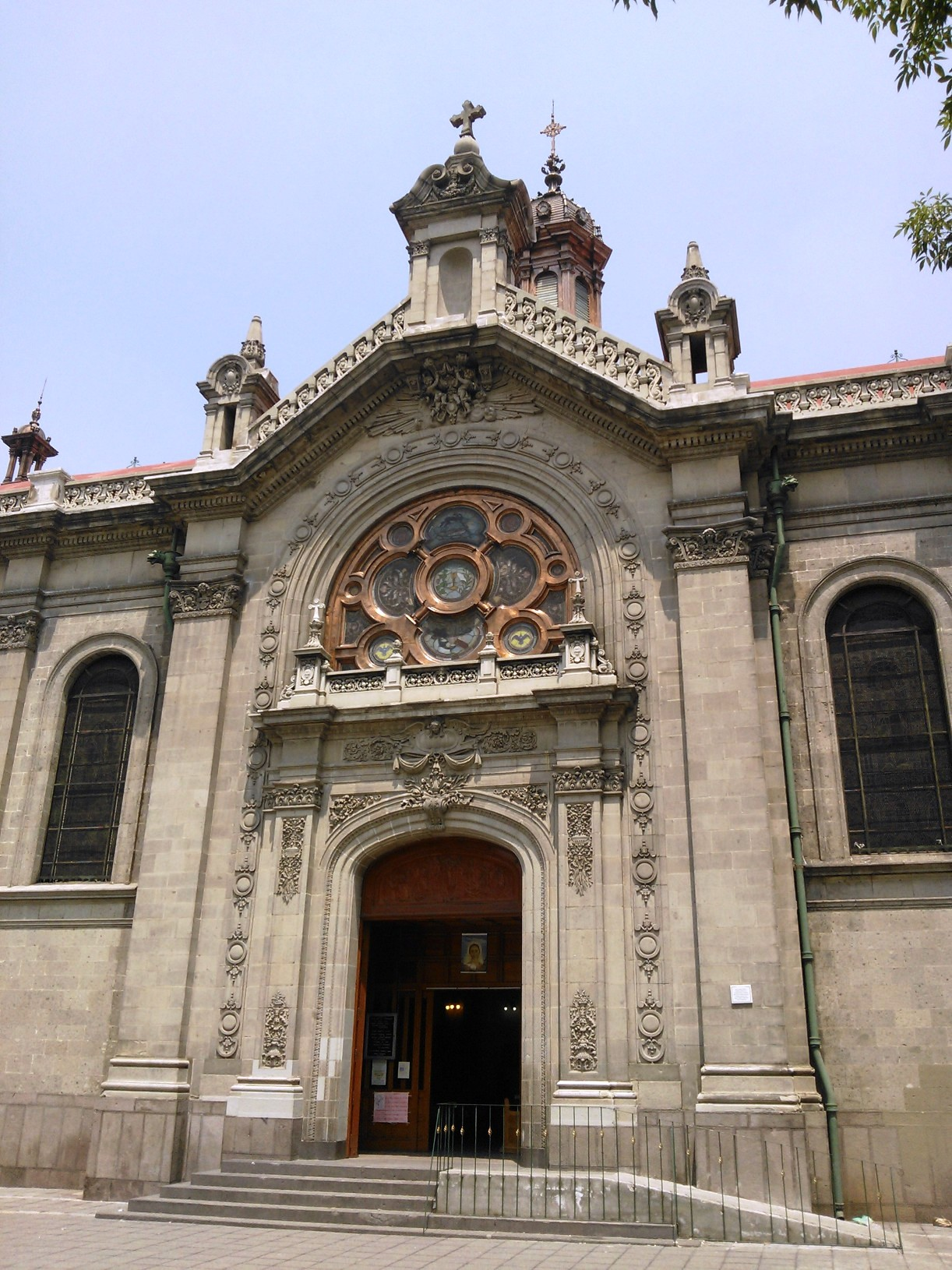
Iglesia del Buen Tono

- Bâtiment de la banque de Londres et du Mexique (Antigua Suprema Corte)
- Iglesia del Buen Tono
- Conjunto Mascota
- Edificio Fábricas Universales
- Bâtiments de la Cigarrera del Buen Tono, place San Juan

## Voir également
- Pépinières de Coyoacán
- Gare Miguel Ángel de Quevedo